# Nailja Julamanova
Nailja Gajnulovna Julamanova (ryska: Наиля Гайнуловна Юламанова), född 6 september 1980, är en rysk långdistanslöpare.
Hennes enda internationella medalj, ett guld i maraton från EM i friidrott 2010, fråntogs henne efter avslöjande om att hon hade dopat sig. Medaljen var ursprungligen ett silver, men blev till ett guld när segraren i loppet Živilė Balčiūnaitė stängdes av p.g.a. doping.